# Drostanolon
Drostanolon ist ein synthetisch hergestellter Arzneistoff aus der Gruppe der anabolen Steroide mit stark androgener (vermännlichender) Wirkung. Medizinisch hat Drostanolon heute keine Bedeutung mehr, sondern wird missbräuchlich in der Bodybuilder-Szene zwecks Muskelaufbau und Leistungssteigerung verwendet.

## Entwicklungsgeschichte und therapeutische Verwendung
Drostanolon wurde erstmals im Jahre 1959 von H. J. Ringold synthetisiert, die Markteinführung erfolgte 1969 als Drolban zur Behandlung des inoperablen Brustkrebs bei Frauen.
Drostanolon ist ein synthetischer Abkömmling (Derivat) des physiologisch vorkommenden Sexualhormons Dihydrotestosteron. Als solches zählt es zu den Androgenen, einer Klasse von Sexualhormonen. Medizinisch wurde Drostanolon als Ester des Drostanolonpropionats angewendet.
Aufgrund starker Nebenwirkungen wurde es vom offiziellen Markt genommen und durch andere Mittel ersetzt. Das letzte Medikament, das sich auf dem deutschen Markt befand, war Masteron der belgischen Firma Sarva-Syntex. Der Vertrieb wurde 1997 eingestellt.

## Wirkungsweise
In der Wirkung zeigt sich Drostanolon stärker als Dihydrotestosteron (DHT). Ein Teil der Substanz wird wie DHT ebenfalls durch Reduktion zu 17-Ketosteroiden inaktiviert und über den Urin ausgeschieden. Nach einer Studie des ehemaligen Herstellers „Sarva-Syntex“ weist Drostanolon ähnlich wie ein selektiver Estrogenrezeptormodulator eine antiöstrogene Wirkung auf. Des Weiteren wirkt Drostanolon leicht harntreibend (diuretisch), da es an den Aldosteron-Rezeptor bindet, der für den Wasserhaushalt innerhalb der Zellen zuständig ist.
Drostanolon ist ein reines Androgen und kann nicht zu estrogenen Strukturen aromatisiert werden, so dass auch keine östrogenen Wirkungen entstehen. Eine Gynäkomastie sollte als Nebenwirkung daher ausgeschlossen sein.
Neuere Untersuchungen weisen darauf hin, dass Drostanolon – typisch für Androgene – die Speicherfähigkeit bestimmter Fettzellen für Lipide (Fette) hemmt. Physiologisch erfolgt dies über die Hemmung eines Signaltransduktionswegs, der normalerweise die Funktion von Fettzellen (Adipozyten) unterstützt.

## Nebenwirkungen
Zu den nennenswerten Nebenwirkungen von Drostanolon zählen starker Haarausfall, Akne, verstärktes Körperhaarwachstum, gesteigerte Aggressivität, Beeinflussung der körpereigenen Hormonproduktion, erhöhter Blutdruck, Veränderung des Stimmtones (tiefer, männlicher) und Verschlechterung der Blutfettwerte.
Der bei der missbräuchlichen Verwendung durch Männer fast immer eintretende Haarausfall kann mit Medikamenten wie Finasterid nicht behandelt werden, da Finasterid lediglich die Umwandlung zu Dihydrotestosteron verhindert, bei Drostanolon handelt es sich jedoch bereits um eine synthetische Form hiervon. Bei längerer Einnahme kann sich Drostanolon auf das zentrale Nervensystem auswirken, Schlafstörungen und Veränderungen an der Prostata verursachen.

## Missbrauch im Sport
Aufgrund seiner stark androgenen Eigenschaften wird Drostanolon im Kraftsport und Bodybuilding von fortgeschrittenen Sportlern als leistungssteigerndes Präparat missbraucht, um beispielsweise die Stemmkraft zu erhöhen. Zusätzlich verdichtet und härtet es die Muskulatur. Die als Dopingmittel eingestufte Substanz wird in „Untergrundlaboratorien“  hergestellt und illegal vertrieben.
Um das Muskelwachstum noch mehr zu beschleunigen und den Kraftanstieg zu maximieren, wird Drostanolon auch mit weiteren im Kraftsport missbräuchlich verwendeten Substanzen wie Trenbolon, Furazabol oder/und Stanozolol gemischt. Solche Kombinationen, insbesondere mit Stanozolol, sollen eine besonders ausgeprägte Verschlechterung der Blutfettwerte bewirken, was das Risiko für das Eintreten eines Herzinfarkts erhöht. Drostanolon ist im Gegensatz zu den meisten anderen anabolen Steroiden nicht leberschädlich. Im Vergleich etwa zu Trenbolon wirkt Drostanolon stärker androgen und weniger anabol. Unerwünschte Wirkungen werden oft mit Spironolacton oder Tamoxifen bei gleichzeitigem Absetzen von Drostanolon behandelt.
Der Handel mit Drostanolon enthaltenden Präparaten ohne Erlaubnis ist nach dem Arzneimittelgesetz untersagt. Auch der Besitz ist strafbar, laut Dopingmittel-Mengen-Verordnung ist alles über einem Besitz von 1015 mg eine nicht geringe Menge.
Der Wirkstoff wurde von der World Anti-Doping Agency (WADA) auf die Verbotsliste gesetzt.